# زدينيك غريغيرا
زدينيك غريغيرا (بالتشيكية: Zdeněk Grygera)‏، من مواليد 14 مايو 1980 في هوليسوف في التشيك، لاعب كرة قدم تشيكي.
بدأ مسيرته الكروية مع نادي زلين في موسم 1997/1998، وشارك معهم في 20 مباراة وسجل هدف واحد، وفي عام 1998 انتقل إلى نادي بيترا درنوفيس، ولعب معهم حتى عام 2000، وشارك معهم في 54 مباراة وسجل 3 أهداف، وفي عام 2000 انتقل إلى نادي سبارتا براغ، ولعب معهم حتى عام 2003، وشارك معهم في 65 مباراة وسجل هدفين، وفي عام 2003 انتقل إلى نادي أياكس أمستردام الهولندي، ولعب معهم حتى عام 2007، وشارك معهم في 99 مباراة وسجل 10 أهداف، ومنذ عام 2007 ولعب مع نادي يوفنتوس الإيطالي. ثم انتقل إلى نادي فولهام الإنجليزي في أغسطس 2011 ثم تعرض إلى اصابه في الرباط الصليبي في شهر نوفمبر 2011 في مباراة امام نادي توتنهام وفي نهاية عام 2012 قرر الاعتزال نتيجة لإصابته.
بدأ باللعب مع منتخب التشيك لكرة القدم في عام 2001، حتى عام 2009 .

## مسيرته الكروية
لعب زدينيك غريغيرا خلال مسيرته الاحترافية مع 6 أندية في خمسة عشر موسمًا وسجل خلالها 17 هدفًا ضمن 309 مباراة. حيث فاز في موسمين بالكأس وفي ثلاثة مواسم بالدوري.
خاض زدينيك غريغيرا مسيرته مع FC Zlín ‏ في موسم 1997–98 لمدة موسم واحد، مشاركًا في 20 مباراة سجل خلالها هدفًا واحدًا. ثم انتقل إلى 1. FK Drnovice ‏ في موسم 1998–99 ولمدة موسمين، حيث شارك في 54 مباراة سجل خلالها 3 أهداف. لينتقل بعدها إلى نادي سبارتا براغ في موسم 2000–01 واستمر معه طيلة ثلاثة مواسم، مشاركًا في 65 مباراة سجل خلالها هدفين. ثم انتقل إلى نادي أياكس أمستردام في موسم 2003–04 ليلعب معه أربعة مواسم، مشاركًا في 78 مباراة سجل خلالها 8 أهداف. هذا وانتقل لاحقًا إلى نادي يوفنتوس في موسم 2007–08 ليلعب معه أربعة مواسم، مشاركًا في 87 مباراة سجل خلالها 3 أهداف. ثم انتقل بعدها إلى نادي فولهام في موسم 2011–12 لمدة موسم واحد، مشاركًا في 5 مباريات ولم يسجل أي هدف.

## روابط خارجية
- زدينيك غريغيرا على موقع الاتحاد الدولي (مؤرشف)  (الإنجليزية)
- زدينيك غريغيرا على موقع الاتحاد الأوربي (الإنجليزية)
- زدينيك غريغيرا على موقع الاتحاد التشيكي (الإنجليزية)
- زدينيك غريغيرا على موقع قاعدة بيانات كرة القدم.إي يو (الإنجليزية)
- زدينيك غريغيرا على موقع ناشيونال فوتبول تيمز (الإنجليزية)
- زدينيك غريغيرا على موقع Soccerbase.com (لاعب) (الإنجليزية)
- زدينيك غريغيرا على موقع Soccerway.com (الإنجليزية)
- زدينيك غريغيرا على موقع عالم كرة القدم.نت (الإنجليزية)